# أشيرتون
أشيرتون (بالإنجليزية: Asherton)‏ هي مدينة أمريكية تقع في ولاية تكساس.تبلغ مساحة هذه المدينة 2.2 (كم²)،ويبلغ عدد سكانها 1342 نسمة حسب إحصاء سنة 2010 م. تشير إحصاءات سنة 2000م بأن الكثافة السكانية في هذه المدينة تقدر بـ(621.5) نسمة/كم2.